# 히라마키 진
히라마키 진(일본어: 平牧 仁 ひらまき じん[*], 1987년 2월 26일 ~ )은 일본의 배우이다.

## 출연작

### TV 드라마
- 2014년 ~ 2015년 열차전대 토큐저 - 토캇치 / 토큐2호

## 영화
- 수전전대 쿄류저 vs. 고버스터즈 공룡대결전 안녕히 영원한 친구여 - 토캇치 / 토큐2호
- 헤이세이 라이더 대 쇼와 라이더 가면라이더 대전 feat 슈퍼전대 - 토캇치 / 토큐2호
- 열차전대 토큐저 VS 가면라이더 가이무 봄 방학 합체 스패셜 - 토캇치 / 토큐2호
- 열차전대 토큐저 THE MOVIE - 갤럭시라인 SOS - 토캇치 / 토큐2호
- 열차전대 토큐저 VS 쿄류저 THE MOVIE - 토캇치 / 토큐2호
- 갔다 돌아온 열차전대 토큐저 꿈의 초 토큐 7호  - 토캇치 / 토큐2호
- 수리검전대 닌닌저 VS 토큐저 THE MOVIE 닌자 인 원더랜드 - 토캇치 / 토큐2호

## 무대
- 2011년 ~ 2012년 뮤지컬 테니스의 왕자님 2nd 시즌 - 오오이시 슈이치로